# Односи Србије и Шри Ланке
Односи Србије и Шри Ланке су инострани односи Републике Србије и Демократске Социјалистичке Републике Шри Ланке.

## Билатерални односи
Дипломатски односи су успостављени 1956. године.
Амбасада Републике Србије у Њу Делхију (Индија) радно покрива Шри Ланку.
Шри Ланка није признала једнострано проглашење независности Косова. Шри Ланка је била против пријема Косова у УНЕСКО приликом гласања 2015.

### Економски односи
- Робна размена је у 2020. години износила укупно 7,1 милион долара. Србија је извезла у вредности од 405. 000 УСД, а увезла за 6,72 милиона.
- У 2019. укупно је размењено роба у вредности од 7,2 милиона УСД. Из наше земље извезено је 227.000 долара, а увезено 6,98 милиона.
- У 2018. укупна робна размена је била на нивоу од 4,9 милиона долара. Извоз из РС вредео је 603.000 УСД, а увоз 4,37 милиона.[3][4]

### Дипломатски представници

#### У Београду
- Налатамби Наваратнараџа, амбасадор, 2006—
- Шелиа Полокасингам, амбасадор, 1998—
- Телмут Херис Вилхелм Воурерз, амбасадор, 1986—1991. (доајен дипломатског кора)
- Ричард Раманајке, амбасадор
- Ахмед Рафаи, амбасадор
- Халукирти Вајџегунавардена, амбасадор
- Волтер Џајавардена, амбасадор

#### У Коломбу
- Здравко Телалбашић, амбасадор, 1989—
- Ванчо Андонов, амбасадор, 1986—1989.
- Владимир Бабшек-Орешковић, амбасадор, 1981—1986.
- Драги Трајановски, амбасадор, 1977—1981.
- Слободан Мартиновић, амбасадор, 1973—1977.
- Олга Струић, амбасадор, 1971—1973.
- Паун Шербановић, амбасадор, 1967—1970.
- Драго Кунц, амбасадор,1964—1967.
- Анте Рукавина, амбасадор, 1960—1963.